# Альфредо Карпането
Альфредо Карпането (італ. Alfredo Carpaneto; 4 січня 1915, Рим — 26 січня 1945, Нойгаузен) — італійський доброволець вермахту, танкіст-ас, унтер-офіцер. Кавалер Лицарського хреста Залізного хреста (останній кавалер-італієць і єдиний кавалер серед італійських добровольців).

## Біографія
Навчався у Віденській академії мистецтв. 18 вересня 1939 року поступив на службу у вермахт. Учасник Французької кампанії і німецько-радянської війни, бився під Уманню, Києвом, Ростовом, на Кавказі, під Ленінградом, Нарвою і в Східній Пруссії. Всього за час бойових дій знищив понад 50 ворожих танків, з них 16 — протягом однієї доби. Загинув у бою.

## Оцінки сучасників
«Він був відчайдушним і блискучим командиром танку і прекрасним товаришем. Міг зробити для вас що завгодно, якщо тільки проникнеться довірою до вас. Як можна здогадатись, він не був народжений для парадної муштри на плацу і виглядав не надто по-молодецьки на плацу. З нього ніколи б не вийшов „пруссак“, але його воїнська доблесть і почуття товариства були не надто далекими від істинного прусського духу колишніх часів.» (Отто Каріус)

## Нагороди
- Залізний хрест
  - 2-го класу (24 червня 1940)
  - 1-го класу (3 жовтня 1944)
- Нагрудний знак «За танкову атаку»
- Медаль «За зимову кампанію на Сході 1941/42»
- Лицарський хрест Залізного хреста (28 березня 1945; посмертно) — як командир танку 2-ї роти 502-го важкого танкового батальйону.